# Unterseeboot 24 (1913)
Pour les articles homonymes, voir Unterseeboot 24.
Le sous-marin allemand Unterseeboot 24 (Seiner Majestät Unterseeboot 24 ou SM U-24), de type U 23 a été construit par la Germaniawerft de Kiel, et lancé le 24 mai 1913 pour une mise en service le 6 décembre 1913. Il a servi pendant la Première Guerre mondiale sous pavillon de la Kaiserliche Marine.

## Caractéristiques techniques
Le U-Boot SM U-24 mesurait 64,7 mètres de long, 6,32 m de large et 7,68 m de haut. Il déplaçait 685 tonnes en surface et 878 tonnes en immersion. Le système de propulsion du sous-marin était composé d'une paire de moteurs diesel à deux temps de 8 cylindres fabriqués par Germania de 1 800 CV (1 320 kW) pour une utilisation en surface, et de deux moteurs électriques à double dynamos construits par SSW de 1 200 CV (880 kW) pour une utilisation en immersion. Les moteurs électriques étaient alimentés par un banc de deux batteries de 110 cellules. le SM U-24 pouvait naviguer à une vitesse maximale de 16,7 nœuds (30,9 km/h) en surface et de 10,3 nœuds (19,1 km/h) en immersion. La direction était contrôlée par une paire d'hydroplanes à l'avant et une autre paire à l'arrière, et un seul gouvernail.
Le SM U-24 était armé de quatre tubes torpilles de 50 centimètres (19,7 pouces), qui étaient fournis avec un total de six torpilles. Une paire de tubes était située à l'avant et l'autre à l'arrière. Il était équipée d'un canon SK L/30 de 8,8 cm (3,5 in) pour une utilisation en surface.
Le SM U-24 était manœuvré par 4 officiers et 31 membres d'équipage.

## Histoire

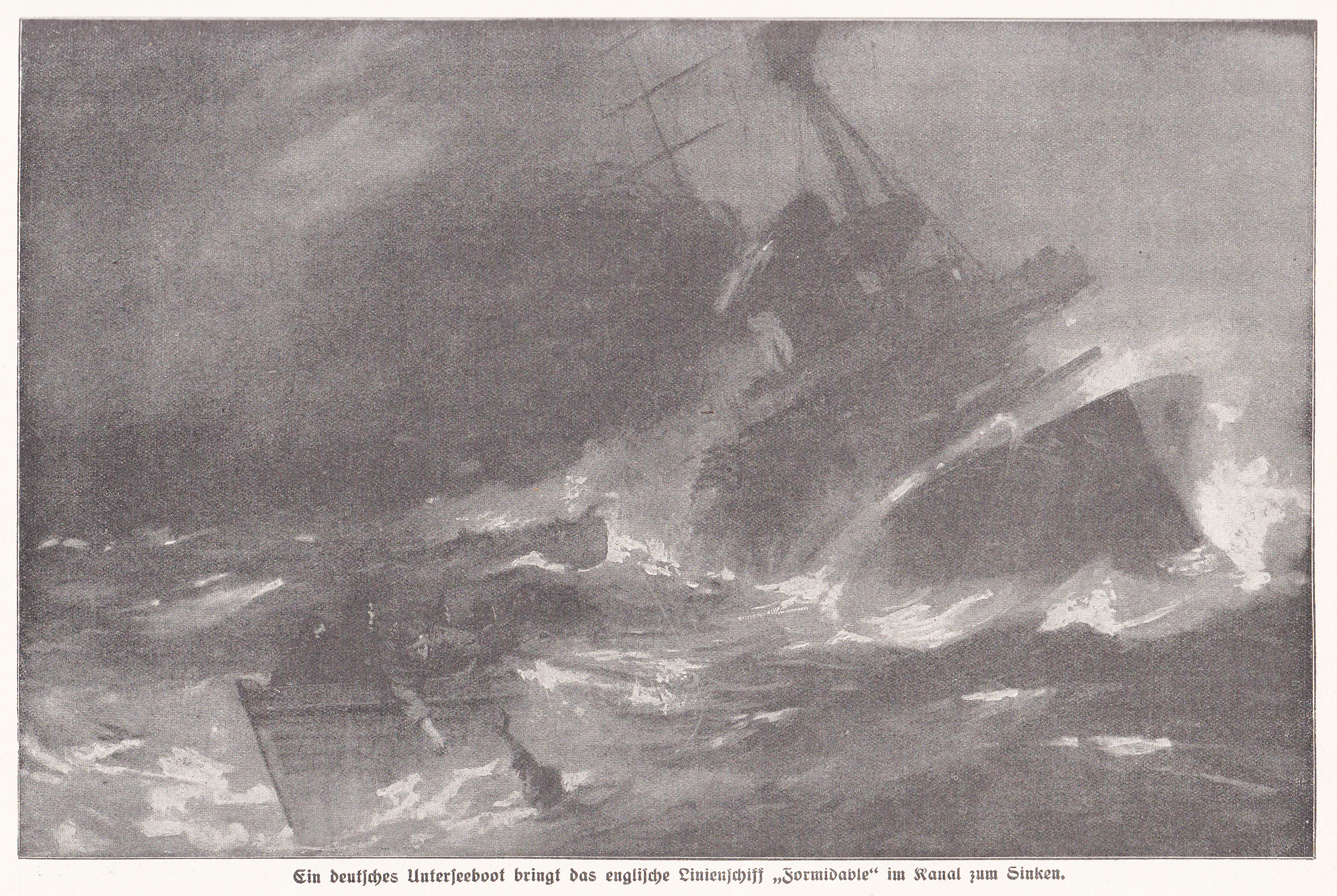
Représentation dans un article de presse de l'époque du torpillage du en 1915.

Lors de sa deuxième patrouille, le jour de l'an 1915, le SM U-24 fait sa victime la plus importante, le cuirassé pré-dreadnought HMS Formidable, torpillé à 30 milles nautiques (56 km) dans la Manche, au large de l'île de Portland au Sud de Lyme Regis, à la position géographique de 50° 13′ N, 3° 04′ O. Il a été touché dans la chaufferie numéro un sur bâbord. Sur un équipage d'environ 711 hommes, 547 sont morts. C'est l'un des plus grands navires coulés par les U-boote pendant la guerre.
Le 28 juin 1915, le SM U-24 suit le transporteur de mules Armenian au large des côtes de Cornouailles et le coule avec son artillerie et des torpilles. Le naufrage fait 29 morts, dont des muletiers américains et 1 400 mules,.
Le 19 août 1915, le SM U-24 fait une autre victime notable, le paquebot Arabic de la White Star Line, qui fait 44 morts, dont trois Américains. Le Arabic coule en 10 minutes au large de l'Old Head of Kinsale, sur la côte Sud de l'Irlande, sans avertissement. Cela a intensifié la peur des U-boote aux États-Unis et a provoqué un incident diplomatique qui a entraîné la suspension des torpillages de navires non militaires sans préavis.
Du 24 août 1917 jusqu'à la fin de la guerre, le SM U-24 est utilisé à des fins de formation et d'entrainement.
À la suite de l'armistice du 11 novembre 1918, le SM U-24 se rend à la Grande-Bretagne le 22 novembre 1918 et est démoli à Swansea en 1922.

## Commandants
- Kapitänleutnant (Kptlt.) Rudolf Schneider du 6 décembre 1913 au 3 juin 1916
- Kapitänleutnant (Kptlt.) Walter Remy du 4 juin 1916 au 10 juillet 1917
- Kapitänleutnant (Kptlt.) Otto von Schubert du 11 juillet 1917 au 1er août 1917

## Flottilles
- Flottille III du 1er août 1914 au 11 août 1917
- Flottille d'entrainement du 24 août 1917 au 11 novembre 1918

## Patrouilles
Le SM U-24 a effectué 7 patrouilles pendant son service.

## Palmarès
Le SM U-24 a coulé 34 navires marchands pour un total de 106 122 tonneaux et 1 navire de guerre de 15 000 tonnes, endommagé 3 navires marchands pour un total de 14 318 tonneaux et capturé 1 navire marchand de 1 925 tonneaux.
| Date             | Nom du navire     | Nationalité      | Tonnage | Fait                          |
| ---------------- | ----------------- | ---------------- | ------- | ----------------------------- |
| 26 octobre 1914  | Amiral Ganteaume  | France           | 4 590   | Endommagé                     |
| 1er janvier 1915 | HMS Formidable    | Royal Navy       | 15 000  | Coulé                         |
| 2 avril 1915     | Lochwood          | Royaume-Uni      | 2 042   | Coulé                         |
| 4 avril 1915     | City of Bremen    | Royaume-Uni      | 1 258   | Coulé                         |
| 10 avril 1915    | The President     | Royaume-Uni      | 647     | Coulé                         |
| 11 avril 1915    | Frederic Franck   | France           | 973     | Endommagé                     |
| 27 juin 1915     | Edith             | Royaume-Uni      | 97      | Coulé                         |
| 27 juin 1915     | Indrani           | Royaume-Uni      | 3 640   | Coulé                         |
| 27 juin 1915     | Lucena            | Royaume-Uni      | 243     | Coulé                         |
| 28 juin 1915     | Dumfriesshire     | Royaume-Uni      | 2 622   | Coulé                         |
| 28 juin 1915     | Armenian          | Royaume-Uni      | 8 825   | Coulé                         |
| 30 juin 1915     | Scottish Monarch  | Royaume-Uni      | 5 043   | Coulé                         |
| 30 juin 1915     | Thistlebank       | Norvège          | 2 411   | Coulé                         |
| 1er juillet 1915 | L. C. Tower       | Royaume-Uni      | 518     | Coulé                         |
| 1er juillet 1915 | Sardomene         | Royaume d'Italie | 2 000   | Coulé                         |
| 1er juillet 1915 | Welbury           | Royaume-Uni      | 3 591   | Coulé                         |
| 6 juillet 1915   | Ellen             | Danemark         | 169     | Coulé                         |
| 7 août 1915      | Geiranger         | Norvège          | 1 081   | Coulé                         |
| 12 août 1915     | Osprey            | Royaume-Uni      | 310     | Coulé                         |
| 13 août 1915     | Cairo             | Royaume-Uni      | 1 671   | Coulé                         |
| 19 août 1915     | Arabic            | Royaume-Uni      | 15 801  | Coulé                         |
| 19 août 1915     | Dunsley           | Royaume-Uni      | 4 930   | Coulé                         |
| 19 août 1915     | New York City     | Royaume-Uni      | 2 970   | Coulé                         |
| 19 août 1915     | St. Olaf          | Royaume-Uni      | 277     | Coulé                         |
| 24 août 1915     | Sinsen            | Norvège          | 1 925   | Capturé comme prise de guerre |
| 25 décembre 1915 | Van Stirum        | Royaume-Uni      | 3 284   | Coulé                         |
| 26 décembre 1915 | Cottingham        | Royaume-Uni      | 513     | Coulé                         |
| 26 décembre 1915 | Ministre Bernaert | Belgique         | 4 215   | Coulé                         |
| 28 décembre 1915 | Huronian          | Royaume-Uni      | 8 755   | Endommagé                     |
| 28 décembre 1915 | El Zorro          | Royaume-Uni      | 5 989   | Coulé                         |
| 11 juillet 1916  | Nellie Nutten     | Royaume-Uni      | 174     | Coulé                         |
| 30 octobre 1916  | Nellie Bruce      | Royaume-Uni      | 192     | Coulé                         |
| 10 décembre 1916 | Agder             | Norvège          | 305     | Coulé                         |
| 21 mars 1917     | Stanley           | Royaume-Uni      | 3 987   | Coulé                         |
| 22 mars 1917     | Svendsholm        | Norvège          | 1 998   | Coulé                         |
| 27 mars 1917     | Glenogle          | Royaume-Uni      | 7 682   | Coulé                         |
| 28 mars 1917     | Cannizaro         | Royaume-Uni      | 6 133   | Coulé                         |
| 18 juin 1917     | Elele             | Royaume-Uni      | 6 557   | Coulé                         |
| 18 juin 1917     | English Monarch   | Royaume-Uni      | 4 947   | Coulé                         |